# Вулпашени (Васлуј)
Вулпашени (рум. Vulpășeni) насеље је у Румунији у округу Васлуј у општини Бакани. Oпштина се налази на надморској висини од 100 m.

## Становништво
Према подацима из 2002. године у насељу је живело 220 становника, од којих су сви румунске националности.